# الانتخابات البرلمانية المصرية 1945
أجريت الانتخابات البرلمانية في مصر في يناير 1945. أسفرت الانتخابات التي قاطعها حزب الوفد، عن فوز الحزب الدستوري السعدي، الذي حصل على 125 من أصل 264 مقعدًا.

## النتائج
| الحزب                     | الأصوات | % | مقاعد | +/-  |
| ------------------------- | ------- | - | ----- | ---- |
| الحزب الدستوري السعدي     |         |   | 125   | +124 |
| حزب الأحرار الدستوريين    |         |   | 74    | +70  |
| كتلة الوفد                |         |   | 29    | -211 |
| الحزب الوطني المصري       |         |   | 7     | +5   |
| المستقلين                 |         |   | 29    | +12  |
| أصوات غير صالحة / فارغة   |         | - | -     | -    |
| المجموع                   |         |   | 264   | 0    |
| المصدر: ستيرنبرغر وآخرون. |         |   |       |      |